# Shkelqim Demhasaj
Shkelqim Demhasaj (Sciaffusa, 19 aprile 1996) è un calciatore svizzero naturalizzato kosovaro, attaccante del Neuchâtel Xamax.

## Biografia
Ha anche un fratello più piccolo Asllan, anch'egli calciatore.

## Carriera

### Club
Il 1º luglio 2017 viene acquistato a titolo definitivo dalla squadra svizzera del Lucerna, con cui firma un contratto triennale con scadenza il 30 giugno 2020.

### Nazionale
Fa il suo debutto con la maglia della nazionale svizzera Under-21 il 13 giugno 2017 nella partita valida per le qualificazioni ad Euro 2019 contro la Bosnia ed Erzegovina Under-21, partita poi terminata 1 a 0 per gli svizzeri.
Nel 2018 ha giocato una partita con la nazionale maggiore kosovara.

## Statistiche

### Presenze e reti nei club
Statistiche aggiornate al 22 settembre 2020.
| Stagione         | Squadra          | Campionato       | Campionato | Campionato | Coppe nazionali | Coppe nazionali | Coppe nazionali | Coppe continentali | Coppe continentali | Coppe continentali | Altre coppe | Altre coppe | Altre coppe | Totale | Totale | Totale |
| Stagione         | Squadra          | Comp             | Pres       | Reti       | Comp            | Pres            | Reti            | Comp               | Pres               | Reti               | Comp        | Pres        | Reti        | Pres   | Reti   |        |
| ---------------- | ---------------- | ---------------- | ---------- | ---------- | --------------- | --------------- | --------------- | ------------------ | ------------------ | ------------------ | ----------- | ----------- | ----------- | ------ | ------ | ------ |
| 2013-2014        | Sciaffusa        | CL               | 5          | 1          | CS              | 0               | 0               | -                  | -                  | -                  | -           | -           | -           | 5      | 1      |        |
| 2014-2015        | Sciaffusa        | CL               | 10         | 1          | CS              | 1               | 0               | -                  | -                  | -                  | -           | -           | -           | 11     | 1      |        |
| 2015-2016        | Sciaffusa        | CL               | 9          | 2          | CS              | 1               | 0               | -                  | -                  | -                  | -           | -           | -           | 10     | 2      |        |
| 2016-2017        | Sciaffusa        | CL               | 34         | 17         | CS              | 3               | 1               | -                  | -                  | -                  | -           | -           | -           | 37     | 18     |        |
| Totale Sciaffusa | Totale Sciaffusa | Totale Sciaffusa | 58         | 21         |                 | 5               | 1               |                    | -                  | -                  |             | -           | -           | 63     | 22     |        |
| 2017-2018        | Lucerna          | SL               | 32         | 6          | CS              | 4               | 2               | UEL                | 1                  | 0                  | -           | -           | -           | 37     | 8      |        |
| 2018-2019        | Lucerna          | SL               | 31         | 4          | CS              | 5               | 3               | UEL                | 2                  | 1                  | -           | -           | -           | 38     | 8      |        |
| 2019-2020        | Lucerna          | SL               | 15         | 0          | CS              | 1               | 1               | UEL                | 4                  | 0                  | -           | -           | -           | 20     | 1      |        |
| Totale Lucerna   | Totale Lucerna   | Totale Lucerna   | 78         | 10         |                 | 10              | 6               |                    | 7                  | 1                  |             | -           | -           | 95     | 17     |        |
| 2020-2021        | Grasshoppers     | CL               | 1          | 0          | CS              | -               | -               | -                  | -                  | -                  | -           | -           | -           | 1      | 0      |        |
| Totale carriera  | Totale carriera  | Totale carriera  | 137        | 31         |                 | 15              | 7               |                    | 7                  | 1                  |             | -           | -           | 159    | 39     |        |

### Cronologia presenze e reti in Nazionale
| Cronologia completa delle presenze e delle reti in nazionale ― Kosovo | Cronologia completa delle presenze e delle reti in nazionale ― Kosovo | Cronologia completa delle presenze e delle reti in nazionale ― Kosovo | Cronologia completa delle presenze e delle reti in nazionale ― Kosovo | Cronologia completa delle presenze e delle reti in nazionale ― Kosovo | Cronologia completa delle presenze e delle reti in nazionale ― Kosovo | Cronologia completa delle presenze e delle reti in nazionale ― Kosovo | Cronologia completa delle presenze e delle reti in nazionale ― Kosovo |
| Data                                                                  | Città                                                                 | In casa                                                               | Risultato                                                             | Ospiti                                                                | Competizione                                                          | Reti                                                                  | Note                                                                  |
| --------------------------------------------------------------------- | --------------------------------------------------------------------- | --------------------------------------------------------------------- | --------------------------------------------------------------------- | --------------------------------------------------------------------- | --------------------------------------------------------------------- | --------------------------------------------------------------------- | --------------------------------------------------------------------- |
| 17-11-2018                                                            | Ta' Qali                                                              | Malta                                                                 | 0 – 5                                                                 | Kosovo                                                                | UEFA Nations League 2018-2019 - 1º turno                              | -                                                                     | 84’                                                                   |
| Totale                                                                |                                                                       | Presenze                                                              | 1                                                                     |                                                                       | Reti                                                                  | 0                                                                     |                                                                       |

| Cronologia completa delle presenze e delle reti in nazionale ― Svizzera under 21 | Cronologia completa delle presenze e delle reti in nazionale ― Svizzera under 21 | Cronologia completa delle presenze e delle reti in nazionale ― Svizzera under 21 | Cronologia completa delle presenze e delle reti in nazionale ― Svizzera under 21 | Cronologia completa delle presenze e delle reti in nazionale ― Svizzera under 21 | Cronologia completa delle presenze e delle reti in nazionale ― Svizzera under 21 | Cronologia completa delle presenze e delle reti in nazionale ― Svizzera under 21 | Cronologia completa delle presenze e delle reti in nazionale ― Svizzera under 21 |
| Data                                                                             | Città                                                                            | In casa                                                                          | Risultato                                                                        | Ospiti                                                                           | Competizione                                                                     | Reti                                                                             | Note                                                                             |
| -------------------------------------------------------------------------------- | -------------------------------------------------------------------------------- | -------------------------------------------------------------------------------- | -------------------------------------------------------------------------------- | -------------------------------------------------------------------------------- | -------------------------------------------------------------------------------- | -------------------------------------------------------------------------------- | -------------------------------------------------------------------------------- |
| 13-6-2017                                                                        | Bienne                                                                           | Svizzera under 21                                                                | 1 – 0                                                                            | Bosnia ed Erzegovina under 21                                                    | Qual. Europeo Under-21 2019                                                      | -                                                                                |                                                                                  |
| 1-9-2017                                                                         | Bienne                                                                           | Svizzera under 21                                                                | 0 – 3                                                                            | Galles under 21                                                                  | Qual. Europeo Under-21 2019                                                      | -                                                                                | 69’                                                                              |
| Totale                                                                           |                                                                                  | Presenze                                                                         | 2                                                                                |                                                                                  | Reti                                                                             | 0                                                                                |                                                                                  |

## Palmarès
- Challenge League: 1

Grasshoppers: 2020-2021